# Anlagenwirtschaft
Anlagenwirtschaft (englisch asset management) ist bei Betrieben die Verwaltung der Anlagen. Als Anlagen sind das gesamte Sachanlagevermögen (z. B. Maschinen, Industrieanlagen, Infrastruktureinrichtungen und Gebäude) und Teile des Umlaufvermögens (z. B. Ersatzteilwirtschaft) eingeschlossen. Die Anlagenwirtschaft wird als Managementsystem bezeichnet und bildet somit eine Managementdisziplin im Unternehmen. Das Asset-Management beinhaltet die Investitions- und Kostenplanung des Anlagevermögens.

## Allgemeines
Die Tätigkeitsfelder der Anlagenwirtschaft lassen sich wie folgt umreißen:
- Planung und Neubau von Anlagen
- Instandhaltung
- Umbau, Erweiterung und Modifikation
- Stilllegung von Anlagen.

IT-Programme zur Unterstützung der Anlagenwirtschaft werden „Anlagenwirtschaftssysteme“ bzw. „Enterprise Asset Management“ genannt.
Der englische Begriff asset management birgt Verwechslungsgefahr, da er speziell im deutschsprachigen Raum sowohl für Anlagenwirtschaft als auch für Vermögensverwaltung stehen kann. Eine exakte Definition der Anlagenwirtschaft wird durch den internationalen Standard ISO 55000 series gegeben. Die deutschsprachige Ausgabe hier wird als ISO DIN 55000 bezeichnet.

## ISO 55000
In der ISO 55000 (und Folgeziffern) hat die Internationale Organisation für Normung am 23. Januar 2014 eine normative Grundlage für die Anlagenwirtschaft veröffentlicht. ISO 55000 fokussiert sich auf alle Arten von Anlagen (einschließlich immaterielle Werte wie Kompetenzen) und bildet einen wichtigen Aspekt eines „integrierten Managementsystems“ in Unternehmen. Abgrenzend davon wird das Facilitymanagement für das Managen von Gebäuden betrachtet.
Die Grundlage hierfür bildete ein britischer Standard. Im Jahr 2002 wurde in England eine Managementumfrage in verschiedenen Betrieben zur Effektivität der Anlagenverwaltung durchgeführt. Das Ergebnis war, dass sich die teilnehmenden Entscheider eine gemeinsame „Sprache“ wünschten. Hierfür wurde eine Spezifikation entwickelt. In der ersten Umsetzung waren zwei Dutzend britische Firmen und Behörden beteiligt, während in der zweiten Ausgabe 2008 bereits 49 Organisationen aus 15 Industrien und 10 Ländern einen britischen Standard entwickelten. Deutschland hatte sich hierbei noch nicht beteiligt. Der Fokus lag in der zweiten Version auf der Sicherstellung der Zuverlässigkeit der Anlagen, vor allem durch Beachtung der organisatorischen Rahmenbedingungen und Steuerung aller Risiken über den gesamten Produktlebenszyklus der betrachteten Anlagen.
Im Jahre 2010 entschied ein Komitee der ISO, einen weltweiten Standard für die Anlagenwirtschaft zu entwickeln:
- ISO 55000:2014 Übersicht und Prinzipien
- ISO 55001:2014 Anforderungen an die Anlagenwirtschaft als „Managementsystem“
- ISO 55002:2014 Leitlinie zur Einführung eines Anlagenwirtschaftssystems

ISO 55000:
Die ersten drei Kapitel führen die Begriffswelt der Anlagenwirtschaft ein. Dazu gehören neben grundlegenden Definitionen auch der Nutzen für den Anwender sowie eine Einführung in das Anlagenwirtschaftssystem.
ISO 55001:
Das Dokument ISO55001:2014 liefert alle wichtigen Anforderungen an das einzuführende Anlagenwirtschaftssystem. Es bildet die Grundlage für eine offizielle Zertifizierung. Vergleichbar ist dies beispielsweise mit den Anforderungen der ISO 9001 an ein Qualitätsmanagementsystem. Der Kern des Anlagenwirtschaftssystems besteht aus sieben Elementen:
- Zusammenhänge der Unternehmensorganisation und Einflüsse
- Führung, Vorgaben, Strategie und Verantwortung
- Planung, Planungssicherheit durch Risikomanagement
- Unterstützungsfaktoren wie Ressourcen, Kompetenzen, Kommunikation und Dokumentation
- Durchführung von operativen Tätigkeiten
- Leistungsmessung des Anlagenwirtschaftssystems
- Verbesserung

ISO 55002:
Zusätzliche Informationen, Details zu den einzelnen Elementen und unterstützende Maßnahmen zeigt die ISO55002:2014 zur Einführung eines Anlagenwirtschaftssystems in eine Organisation auf. Wesentlicher Inhalt ist die Betrachtung möglicher Risiken in den verschiedenen Lebenszyklusphasen der zur Wertschöpfung eingesetzten Anlagegüter.

## Einsatz der ISO55000-Serie für die Anlagenwirtschaft

### Lebenszyklus-Management
Ein gut funktionierendes Anlagenwirtschaftssystem unterstützt das Unternehmen im gesamten Produktlebenszyklus der physischen Anlagegüter. Anlagenintensive Industriebetriebe profitieren von der systematischen Unterstützung bei der Instandhaltung von Anlagen und Gebäuden.

### Risikomanagement
Das Risikomanagement der Anlagenwirtschaft wird als eine wesentliche Komponente betrachtet. Dafür bedarf es der Identifikation und Steuerung von potenziellen Risiken durch entsprechende Strukturen und Prozesse.

### Instandhaltungs-Management
Um die technische Anlageneffektivität in der operativen Betriebsphase auszuschöpfen, ohne unwirtschaftlichen Ressourceneinsatz zu betreiben, ist ein proaktives Instandhaltungs-Management erforderlich. Die Strukturen und Prozesse sind nach den Prinzipien der kontinuierlichen Verbesserung zu gestalten, damit ungeplanten Ausfällen vorgebeugt werden kann. Weiterhin ist dafür eine Definition von anlagenbezogenen Instandhaltungsstrategien samt entsprechender Wartungs- und Inspektionspläne maßgeblich.

### Praxis
In der Praxis erscheint die Ausrichtung der Organisation an den Anforderungen des Anlagenwirtschaftssystems vorteilhaft, mit der Folge veränderter Geschäftsprozesse gerade bei der Instandhaltung.
Die erste maßgebliche Änderung im Unternehmen ist eine Vereinheitlichung der Strategie und Prozesse für den Umgang mit den Anlagen. Die zweite Änderung ist, dass die Anlagenwirtschaft die Lebenszyklen des Anlagenparks gemeinsam betrachtet. Die Funktion der Anlagenwirtschaft im Unternehmen befasst sich mit dem anfänglichen Einrichten der Anlagen zu Beginn des Lebenszyklus, mit der Instandhaltung und mit dem wirtschaftlichen Ende der Anlagen. Die dritte Änderung sind neue Funktionen wie die zur Risikoidentifikation, Kommunikation und Informationsstrategie, Messung von Kosten und Leistung, Durchführung von Audits und kontinuierlichem Verbesserungsprogramm.

## Weiterbildung
Weiterbildungen und Seminare zu Asset Management werden über diverse Akademien angeboten.